# Curiapo
Curiapo es una población y una parroquia civil en el Delta Amacuro, capital del municipio Antonio Díaz en la costa Atlántica de Venezuela.Su población es de 26 661 habitantes (censo 2011). En la parroquia estaban registrados unos 2880 indígenas waraos para 2001.

## Geografía
La Parroquia Curiapo mide unos 5463 kilómetros cuadrados, posee numerosas islas algunas en el Océano Atlántico y otras dentro del Delta del Río Orinoco. Algunas de sus islas incluyen: Isla grande de Curiapo, Isla Papagayo, la Isla Curiapo, la Isla Burojo y las Islas Cangrejo y Cangrejito.
Sus rios principales aparte del Orinoco, incluyen al rio grande y el rio arature. La parroquia Curiapo limita al norte con la parroquia Padre Barral, al oeste con la Parroquia Almirante Luis Brión, al este con la Parroquia Aniceto Lugo, al sur con el Estado Bolívar y al noreste con el Océano Atlántico.

### Ubicación
8°34'48"N 60°59'51"O

### Lugares de interés
- Isla grande de Curiapo (123,09 km²)
- Isla Papagayo (11,02 km²)
- Isla Curiapo (9,03 km²)
- Isla Burojo (72,2 km²)
- Isla Cangrejo (31,7 km²)
- Isla Cangrejito  (9,58 km²)

## Educación
En la población hay un par de escuelas básicas, de las que Escuela Pedernales es la mayor.